# Horisme boarmiata
Horisme boarmiata är en fjärilsart som beskrevs av Pieter Cornelius Tobias Snellen 1881. Horisme boarmiata ingår i släktet Horisme och familjen mätare. Inga underarter finns listade i Catalogue of Life.